# Heimo Ertl
Heimo Ertl (* 6. Oktober 1943 in Uder) ist ein deutscher Anglist und Bildhauer. Er war von 1998 bis 2007 Direktor des Caritas-Pirckheimer-Hauses (CPH) in Nürnberg sowie der dort angesiedelten Akademie der Erzdiözese Bamberg.

## Leben und Werk

### Schule und Universität
Ertl erhielt seine schulische Ausbildung 1949 an der Grundschule Uder, von 1950 bis 1954 (nach der Rückkehr des Vaters aus sowjetischer Kriegsgefangenschaft) an der Volksschule St. Josef in Ingolstadt und von 1954 bis 1964 (Abitur) am Christoph-Scheiner-Gymnasium ebenda. Von 1964 bis 1966 machte er Wehrdienst. Er verließ die Bundeswehr als Oberleutnant der Reserve.
Ab 1966 studierte er Anglistik, Germanistik, Philosophie und Pädagogik an der Friedrich-Alexander-Universität Erlangen-Nürnberg und an der Universität London (Westfield College). Daneben war er von 1969 bis 1970 Lehrassistent an der Kirkcaldy High School in Kirkcaldy, Schottland. 1972 legte er in Erlangen das Staatsexamen für Lehrfach Deutsch und Englisch an Gymnasien ab und war von 1973 bis 1974 Lektor am German Department an der St. Andrews University. Von 1974 bis 1984 war er Wissenschaftlicher Assistent von Karl Josef Höltgen am Institut für Anglistik und Amerikanistik der Universität Erlangen-Nürnberg (1976 Promotion, 1984 Habilitation). 1984 wurde er zum Privatdozenten ernannt (Lehrauftrag: Australische, Neuseeländische und Indisch-Englische Literatur). 1985 hielt er Gastvorlesungen und Seminare über australische und englische Literatur an Universitäten in Australien. Von 1992 bis 2007 war er in Erlangen außerplanmäßiger Professor für Englische Literaturwissenschaft.

### Katholische Akademie
Von 1984 bis 1998 war Ertl stellvertretender Direktor des Caritas-Pirckheimer-Hauses (CPH) Nürnberg und der Akademie der Erzdiözese Bamberg Caritas-Pirckheimer-Haus, Nürnberg, anschließend bis 2007 Direktor beider Einrichtungen. Von 1985 bis 2016 war er Mitglied der Erzbischöflichen Ökumenekommission der Erzdiözese Bamberg,  von 1995 bis 2000 Leiter der Arbeitsgruppe „Katholische Soziallehre“ in der Arbeitsgemeinschaft katholisch-sozialer Bildungswerke (AKSB) und von 1995 bis 2005 stellvertretender Vorsitzender des Leiterkreises der Katholischen Akademien Deutschlands.

### Kunst
Seit 2007 ist Ertl als freischaffender Künstler (Bildhauer) in Effeltrich tätig und Schöpfer mehrerer Skulpturen im öffentlichen Raum. Seit 2003 ist er stellvertretender Vorsitzender der Oskar-Koller-Stiftung Erlangen.

## Werke

### Anglistik
- Die scheinheiligen Heiligen. Das Bild der Puritaner im Zerrspiegel satirischer und polemischer Literatur des 17. Jahrhunderts. Lang, Frankfurt am Main 1977 (Europäische Hochschulschriften. 14. Angelsächsische Sprache und Literatur. 49).
- „Dignity in Simplicity“. Studien zur Prosaliteratur des englischen Methodismus im 18. Jahrhundert. Niemeyer, Tübingen 1988 (Buchreihe der Anglia. 27).

### Herausgebertätigkeit

#### Emil Wachter
- mit Jörg Dantscher, Bernhard Rupprecht: Emil Wachter. Saul und David. Bilder zu Geschichten aus der Bibel. CPH, Nürnberg 1987.
- mit Hugo Stoll: Emil Wachter. Welt und Mensch. Gemälde und Tuschen. CPH, Nürnberg 1996.
- mit Johannes Jeran, Luitgar Göller: Emil Wachter. Apokalypse und die Welt von Patmos (= Veröffentlichungen des Erzbischöflichen Ordinariats Bamberg, Hauptabteilung Kunst und Kultur. Band 7). Nürnberg/Bamberg 2000.
- mit Emil-Wachter-Stiftung Karlsruhe: Emil Wachter. Begegnungen. CPH, Nürnberg 2000.

#### Weitere Kunst
- Katalog zur Ausstellung Australische Grafik und Literatur. Universitäts-Bibliothek, 12. – 26. September 1983. Erlangen 1983.
- Katalog zur  Foto-Ausstellung von Jutta Malnic, Felsmalereien Australischer Ureinwohner. CPH, Nürnberg 1985.
- Hrsg. und Übersetzer aus dem Englischen mit Joe Übelmesser: Als Götter noch auf Erden weilten. Bilder und Geschichten des Warli-Volkes. CPH, Nürnberg 1986. 2. Auflage 1990.
- Hrsg. und Übersetzer aus dem Englischen mit Joe Übelmesser: Lebendige Flamme – sprudelnder Quell. Solomon Raj. Batiken und Meditationen. CPH, Nürnberg und Missionsprokur SJ Nürnberg 1988.
- mit Hugo Stoll: Michael Blum. Blumen, Landschaften, Märchen und religiöse Bilder. CPH, Nürnberg 1990.
- Leuchtspur der Hoffnung – Bethlehem. Die Krippen des Willi Biegler mit meditativen Texten von Annette Soete. CPH, Nürnberg 1990. 2. Auflage 1992.
- mit Hugo Stoll: Karel Franta. Gemälde und Illustrationen. Mit einem  Essay und Gedicht von Reiner Kunze. CPH, Nürnberg 1992.
- mit Hugo Stoll: Graphiken zur Bibel. Farbradierungen, Radierungen, Montagedrucke. Werkverzeichnis von 1988–1994 von Alfred Finsterer. Akademie der Erzdiözese Bamberg Caritas-Pirckheimer-Haus, Nürnberg 1994.
- mit Sabine Hannesen, Norbert Jung: Perspektivenwechsel. „Ave Maria“ – Die Verkündigung an Maria in modernen Kunstwerken. Katalog zur Sonderausstellung im Diözesanmuseum Bamberg vom 22.3. bis 28.7.2013. Diözesanmuseum Bamberg, Bamberg 2013.

#### Weitere Herausgebertätigkeit
- mit Hugo Stoll: Otto von Bamberg (1102–1139). Vorträge zum Jubiläumsjahr von Egon Boshof, Klaus Guth und Franz Machilek. CPH, Nürnberg 1989.
- mit Walter Kerber, Michael Hainz: Katholische Gesellschaftslehre im Überblick. Hundert Jahre Sozialverkündigung der Kirche. Knecht, Frankfurt am Main 1991.
- mit Marianne Heimbach-Steins, Heinz-Günther Schöttler: Religionen im Dialog. Christentum, Judentum und Islam. Bamberg 2003.

### Bildhauerische Werke
- Ossenritter (Bronze, 2009). Standort: Uder, Park an der Leine.
- Ossenritter (Bronze  und Stahl, 2010). Standort: Uder, Gemeindehaus Riedelsburg, Schulgasse.
- Effeltricher Georgi-Ritt (Bronze, 2010). Standort: Effeltrich, Pfarrhof St. Georg, Zur Kirchenburg.
- Schrecksekunde. Die Verkündigung des Erzengels Gabriel an Maria (Bronze und Stahl, 2011). Standort: Eckental, Ortsteil Eckenhaid, Katholische Kirche Mariä Unbefleckte Empfängnis.
- Martin Weinrich (Bronze, 2015, Enthüllung 2016). Standort: Uder, vor dem Vereinsgebäude des Heimatvereins „Martin Weinrich“, Martin-Weinrich-Platz, Straße der Einheit.
- Gerbershisser Heidelbeerjungs (zweifigurige Bronzeskulptur und Ortswappen, zum Jubiläum 800 Jahre Gerbershausen, 2021). Standort: Gerbershausen.
- Franz-Josef Wich 1954–2019 (Porträtstele Cortenstahl und Bronze, 2022). Standort: Nürnberg, Valznerweiherstraße 200.

## Ehrungen
- 1993: Dankeszeichen der Akademie der Erzdiözese Bamberg
- 2004: Bundesverdienstkreuz am Bande des Verdienstordens der Bundesrepublik Deutschland
- 2007: Ritter des Ordens des heiligen Papstes Silvester
- 2007: Freundeszeichen der Katholischen Akademie in Bayern